# Чашково (Вологодская область)
Чашково — деревня в Вологодском районе Вологодской области.
Входит в состав Новленского сельского поселения, с точки зрения административно-территориального деления — в Новленский сельсовет.
Расстояние по автодороге до районного центра Вологды — 68 км, до центра муниципального образования Новленского — 8 км. Ближайшие населённые пункты — Дурнево, Острецово, Шолохово, Котлово, Прокино, Тарасово, Никулинское, Павшино.
По данным переписи в 2002 году постоянного населения не было.